# Jabar Amin
Jabar Karim Mohamad Amin, född 1 juni 1959 i Sulaymaniyya i Irakiska Kurdistan i Irak, är en svensk politiker (miljöpartist). Han var ordinarie riksdagsledamot 2010–2018, invald för Västerbottens läns valkrets. Under åren 2010 till 2016 var han Miljöpartiets utbildningspolitiska talesperson. Vid riksdagsvalet 2014 blev Amin den mest kryssade MP-kandidaten i hela Sverige efter språkrören.

## Utbildning
År 1986 till 1989 studerade Amin på Matematikerlinjen vid Umeå universitet. Hösten 1993 studerade han vid statsvetenskapliga institutionen vid Umeå universitet och sommaren 1996 tog han filosofie magisterexamen i statsvetenskap.

## Politiska uppdrag
- Ledamot i Miljöpartiets partistyrelse, 2000–2003.
- Ledamot av den parlamentariska Kommundemokratikommittén, 1999–2001.
- Ledamot av Migrationsverkets partistyrelse, 2003–2006.
- Ledamot av den parlamentariska pressutredningen, 2004–2005.
- Riksdagsledamot för Miljöpartiet, 2010–2018.
- Utbildningspolitisk talesperson för Miljöpartiet de gröna, 2010–2016.
- Ledamot av riksdagens utbildningsutskott, 2010–2016.
- Ersättare i riksdagens konstitutionsutskott, 2010–2014.
- Kommunfullmäktigeledamot i Umeå för Miljöpartiet de gröna, 2002–2006.
- Ledamot av förskole- och grundskolenämnden i Umeå, 2002–2006.
- Internationell valobservatör för riksdagens och Miljöpartiets räkning, 2009, 2011, 2013, 2015.

## Arbete/förtroendeuppdrag
- Chef för Demokratiprojektet i Västerbotten, 1996–1999.
- Chef för Antidiskrimineringsbyrån i Umeå-Västerbotten, 2001–2009
- Föreståndare på Invandrarverkets flyktingförläggning i Robertsfors, 1992–1993.
- Handläggare på Invandrarverkets flyktingförläggning, 1991–1992.
- Riksdagsledamot, 2010–2018.

## Europaparlamentsval
I Europaparlamentsvalet 2004 och 2014 var Amin kandidat. Vid det allmänna valet till EU-parlamentet 2014 blev han den 7:e mest kryssade kandidaten bland partiets 40 EU-parlamentskandidater.

## Uppsatser, böcker, artiklar, mm
- Amin, Jabar (1996). Invandrarnas politiska representation: En undersökning av de utrikes födda och deras barns representation i de politiska församlingarnaoch andra institutioner. Umeå: Umeå Universitet, Statsvetenskapliga Institutionen. Libris 3205786
- Amin, Jabar (2000). Invandrarna och politisk integration: slutrapport från Demokratiprojektet i Umeå. Umeå: Samordningsgruppen för invandrarföreningar i Umeå (SIUM). Libris 3206831
- Amin har skrivit hundratals artiklar om utbildningsfrågor, demokratifrågor, infrastrukturfrågor, Miljöfrågor, internationella frågor m.m.